# 다그마라 도민치크
다그마라 도민치크(폴란드어: Dagmara Domińczyk, 1976년 7월 17일 ~ )는 폴란드 출신으로 미국에서 활동하는 배우이다. 남편은 배우 패트릭 윌슨이다.

## 출연 작품
- 에이브의 쿠킹 다이어리 (2018)
- 어 우먼, 어 파트 (2016)
- 잭 스트롱 (2014)
- 렛츠 킬 워즈 와이프 (2014)
- 빅 스톤 갭 (2014)
- 이민자 (2013)
- 더 레터 (2012)
- 저 높은 곳을 향하여 (2011)
- 멘토 (2006)
- 베드포드 다이어리 (2006)
- 투나잇 앳 눈 (2006)
- 러닝 위드 씨저스 (2006)
- 론리 하츠 (2006)
- 트러스트 더 맨 (2005)
- 배드 애플 (2004)
- 천국에서 만난 다섯 사람 (2004)
- 킨제이 보고서 (2004)
- Tough Luck (2003)
- 데이 (2002)
- 몬테 크리스토 백작 (2002)
- 록 스타 (2001)
- 키핑 더 페이스 (2000)